# 할사플리니 지하 묘역
할사플리니 지하 묘역(영어: Hypogeum of Ħal-Saflieni)은 몰타 파올라에 있는 지하 구조물이다. 기원전 3300년에서 기원전 3000년경 사이에 지어졌다. 원래는 종교적인 성역이었지만 선사 시대에는 네크로폴리스로 사용되었다. 건물 안에는 7,000명에 달하는 유골이 남아 있다. 선사 시대에 남아있는 유일한 지하 묘역이다.
1902년 새로운 주택 개발에 참여하던 노동자들이 유적의 지붕을 뚫던 도중에 우연히 발견되었다. 1980년 유네스코 세계유산에 등재되었다.

## 같이 보기
- 세계유산